# 尤拉坎查山 (坎柴略區)
11°59′53″S 75°50′06″W / 11.99806°S 75.83500°W
尤拉坎查山（Yuraq Kancha），是秘魯的山峰，位於該國中部胡寧大區，由豪哈省的坎柴略區負責管轄，屬於秘魯中部山脈的一部分，海拔高度4,600米。